# Oblężenie Chillán
Oblężenie Chillán – oblężenie, które miało miejsce w dniach 27 lipca – 10 sierpnia 1813 r. w trakcie wojny o niepodległość Chile.
W roku 1811 władzę dyktatorską w Chile objął José Miguel Carrera, który wystąpił przeciwko Hiszpanom. Dwa lata później do Chile wkroczyła brygada pod dowództwem José Antonio Pareji w sile 250 żołnierzy. Oddział został wzmocniony dwutysięczną armią rojalistów z wyspy Chiloé, po czym pomaszerował do Concepción oraz Chillán, gdzie siły rojalistyczne wzrosły do 5 000 ludzi. W tym samym czasie w miejscowości Talca położonej 275 km od Chillán generał José Miguel Carrera zorganizował armię patriotów liczącą 4 600 ludzi.
- Bitwa pod El Roble

W kwietniu patrioci wyruszyli na południe, bijąc po drodze oddział hiszpański i biorąc 300 jeńców. W maju generał Pareja wkroczył do obozu El Roble w rejonie Chillán, gdzie zajął stanowiska obronne. Po dotarciu w pobliże miasta, oddziały patriotów rozpoczęły ataki na pozycje rojalistów, zakończone jednak niepowodzeniem. Dnia 10 sierpnia 1813 po kolejnym nieudanym ataku patrioci rozpoczęli odwrót. Dnia 17 października pod El Roble doszło do kolejnej bitwy w której patrioci pokonali atakujące wojska rojalistów. Straty patriotów w toku całego oblężenia wyniosły ponad 500 ludzi. Pod El Roble Hiszpanie stracili 80 ludzi, natomiast Chilijczycy 30.